# Santa Cruz (Galápagos)
Santa Cruz (també anomenada Indefatigable) és una illa de l'arxipèlag de les Galápagos. Té una superfície de 986 km² i una altitud màxima de 864 metres.

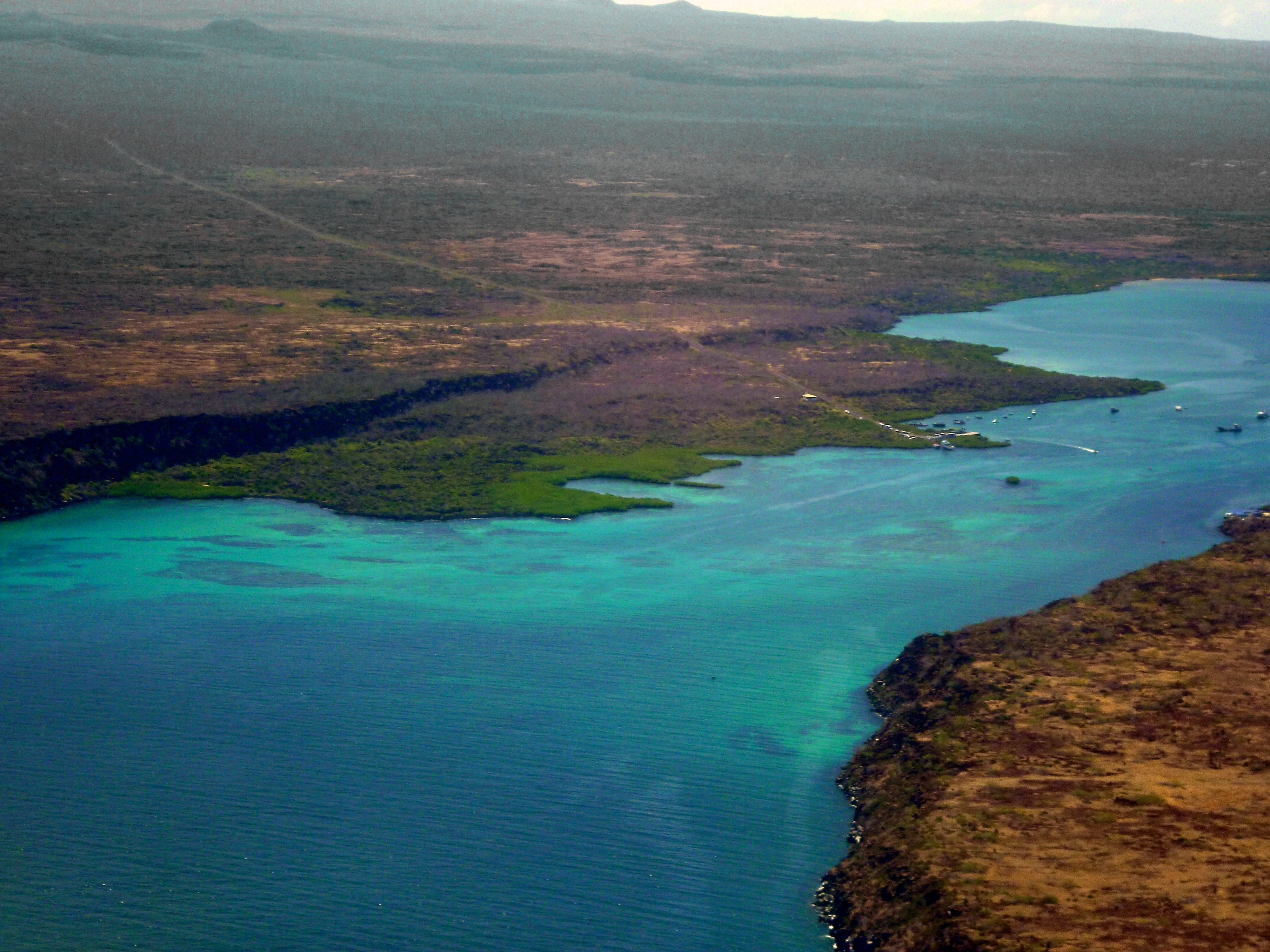
Illa Baltra està a la dreta, a l'esquerra l'illa la Santa Cruz i aescentre és Canal de Itabaca.

A Santa Cruz hi ha localitzat el major assentament humà de l'arxipèlag, la ciutat de Puerto Ayora, on també s'ubiquen l'Estació Científica Charles Darwin i les oficines centrals del Servei del Parc Nacional. A l'Estació Charles Darwin opera un centre de criança de tortugues on aquests quelonis es preparen per a la seva reintroducció en el seu hàbitat natural. La part alta de Santa Cruz té una vegetació exuberant i és famosa pels túnels de lava. Aquesta regió és habitada per una quantitat considerable de tortugues gegants.
La Caleta Tortuga Negra és una àrea envoltada de manglar que tortugues marines, rajades i petits taurons utilitzen com a lloc d'aparellament. El Cerro Dragón, conegut per la seva llacuna de flamencs i les seves iguanes terrestres, també es troba en aquesta illa.

## Galeria

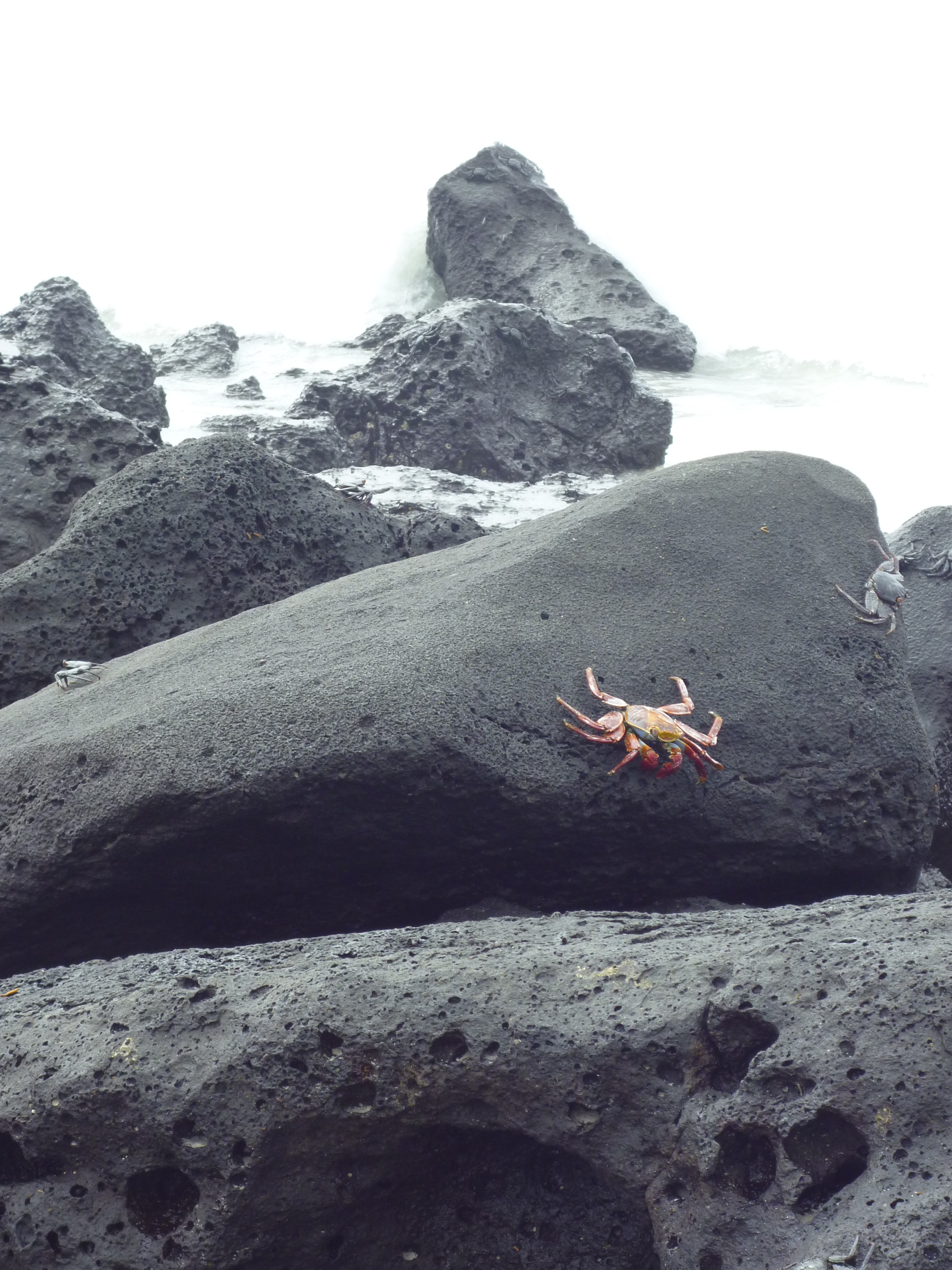
Grapsus grapsus a la Badia Tortuga, illa de Santa Cruz
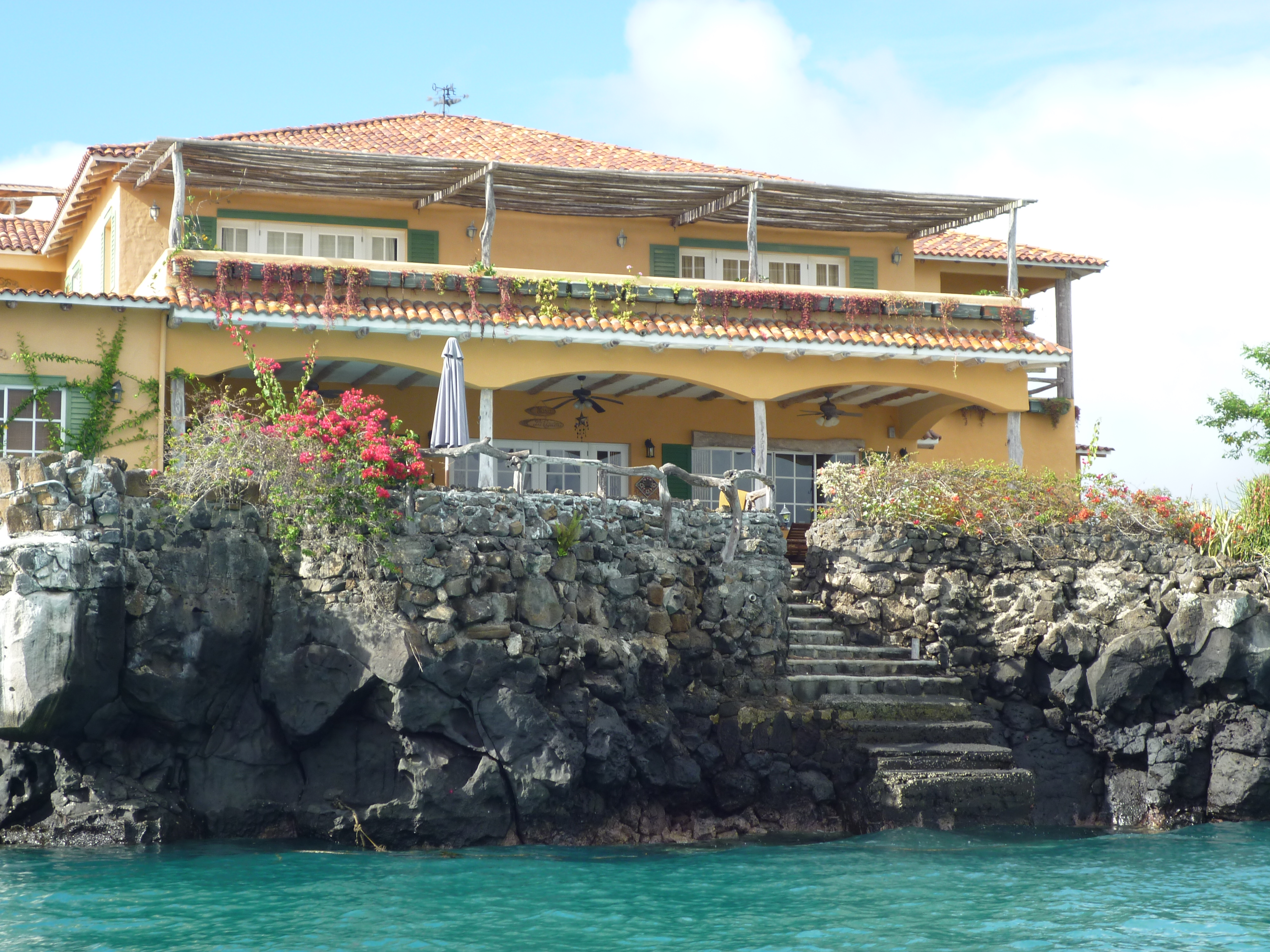
Casa ala illa de Santa Cruz
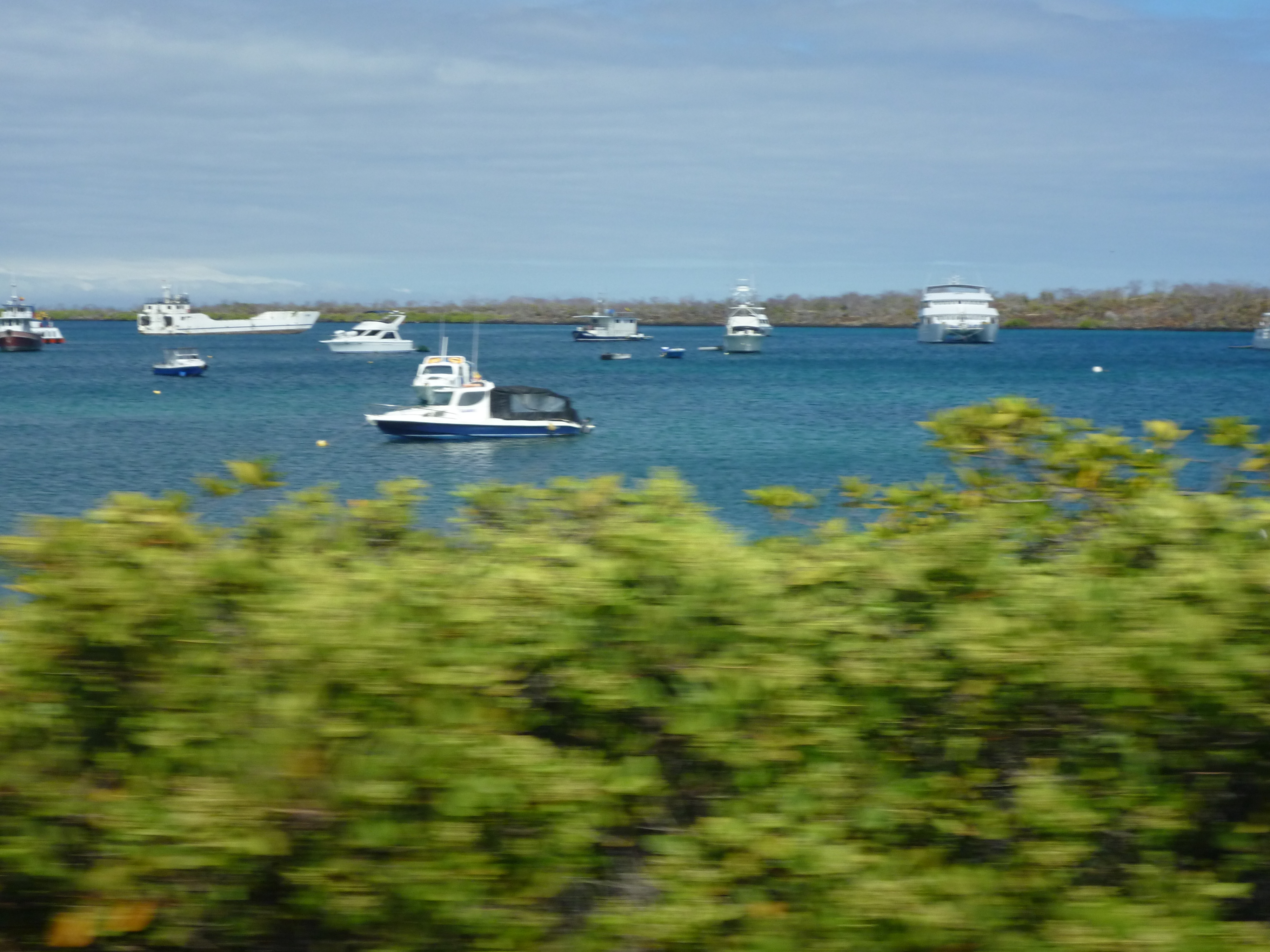
Vaixells al canal d'Itabaca
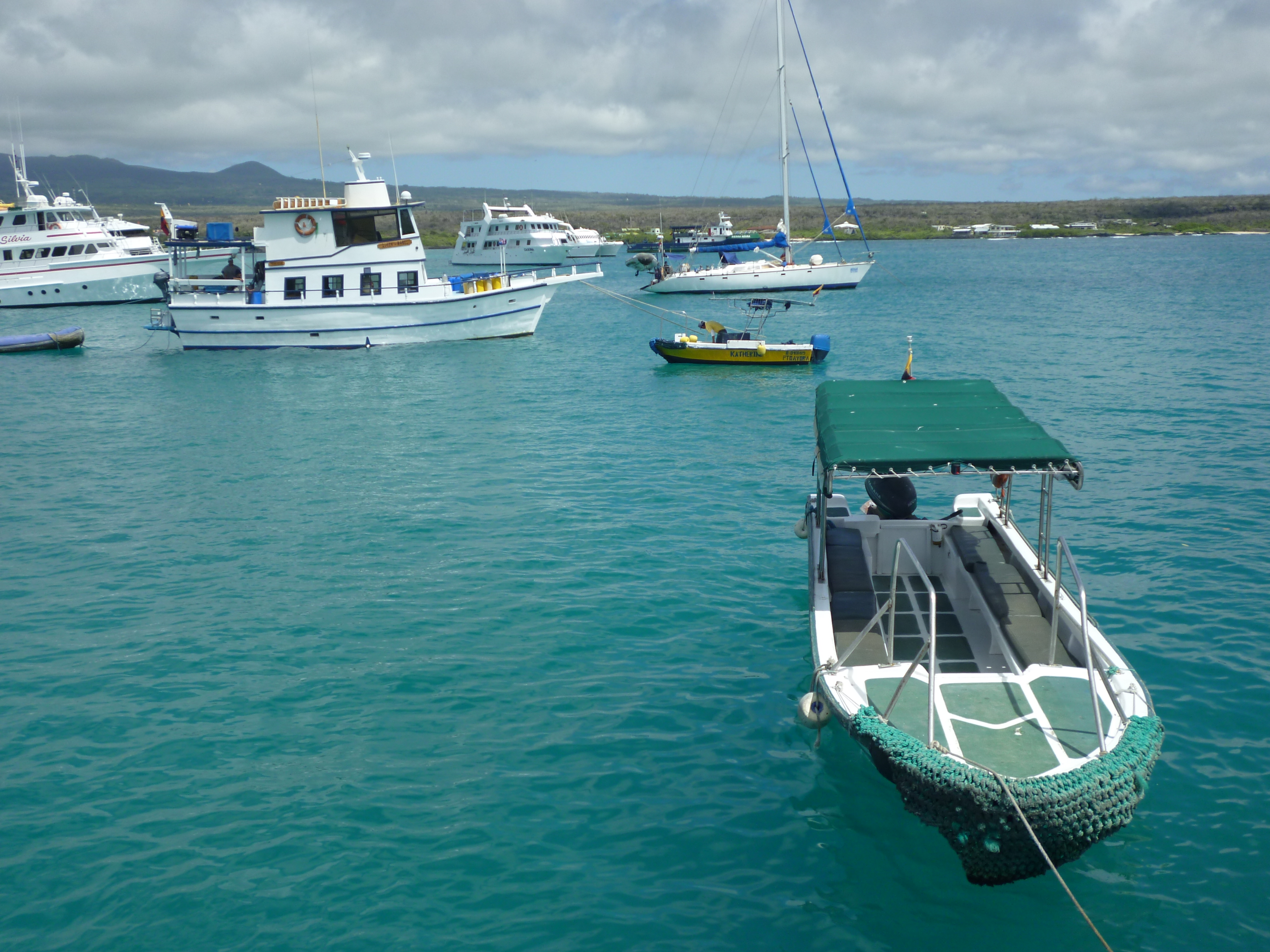
Taxi aquàtic a l'illa de Santa Cruz
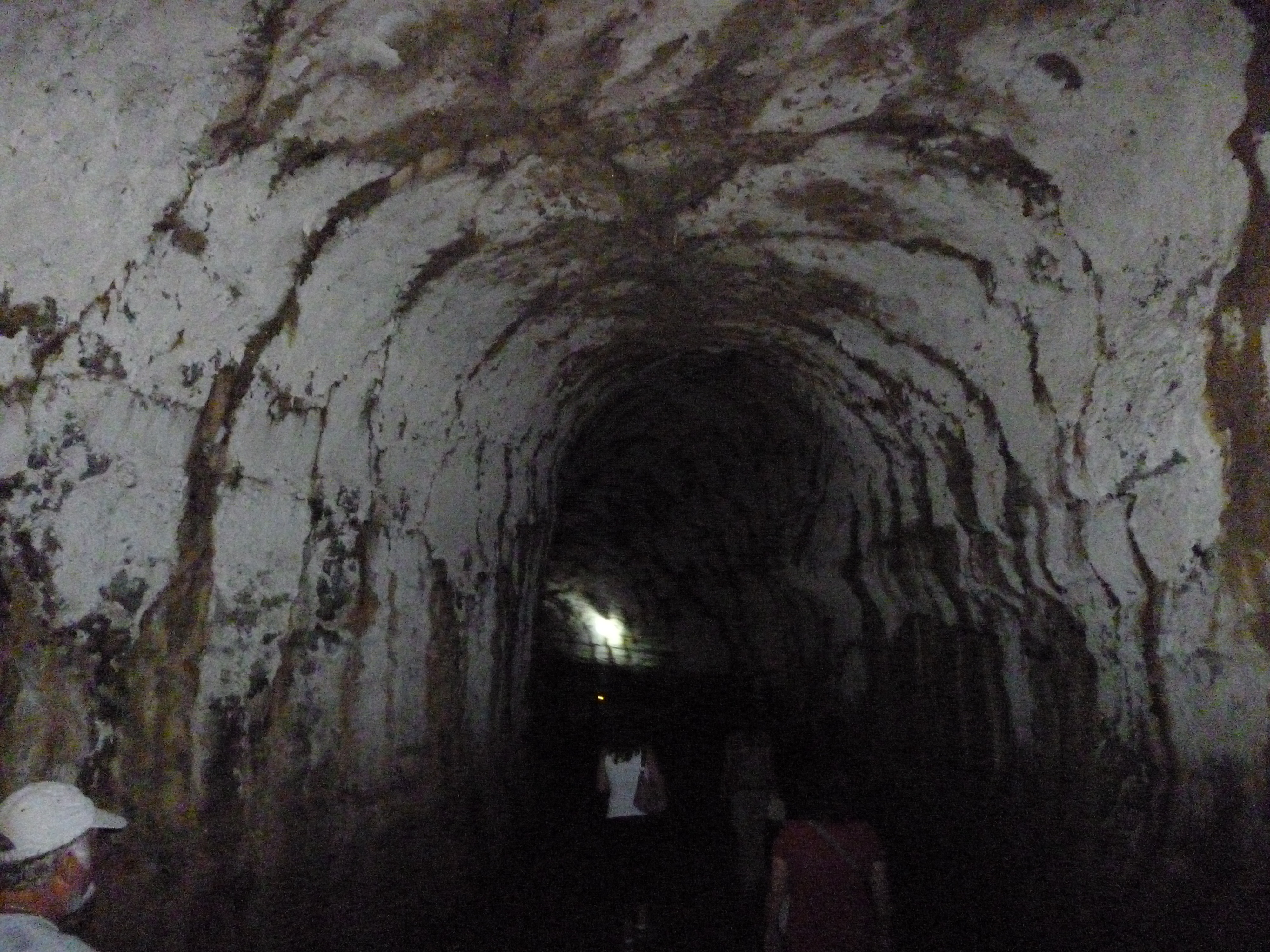
Tub de lava, Santa Cruz.
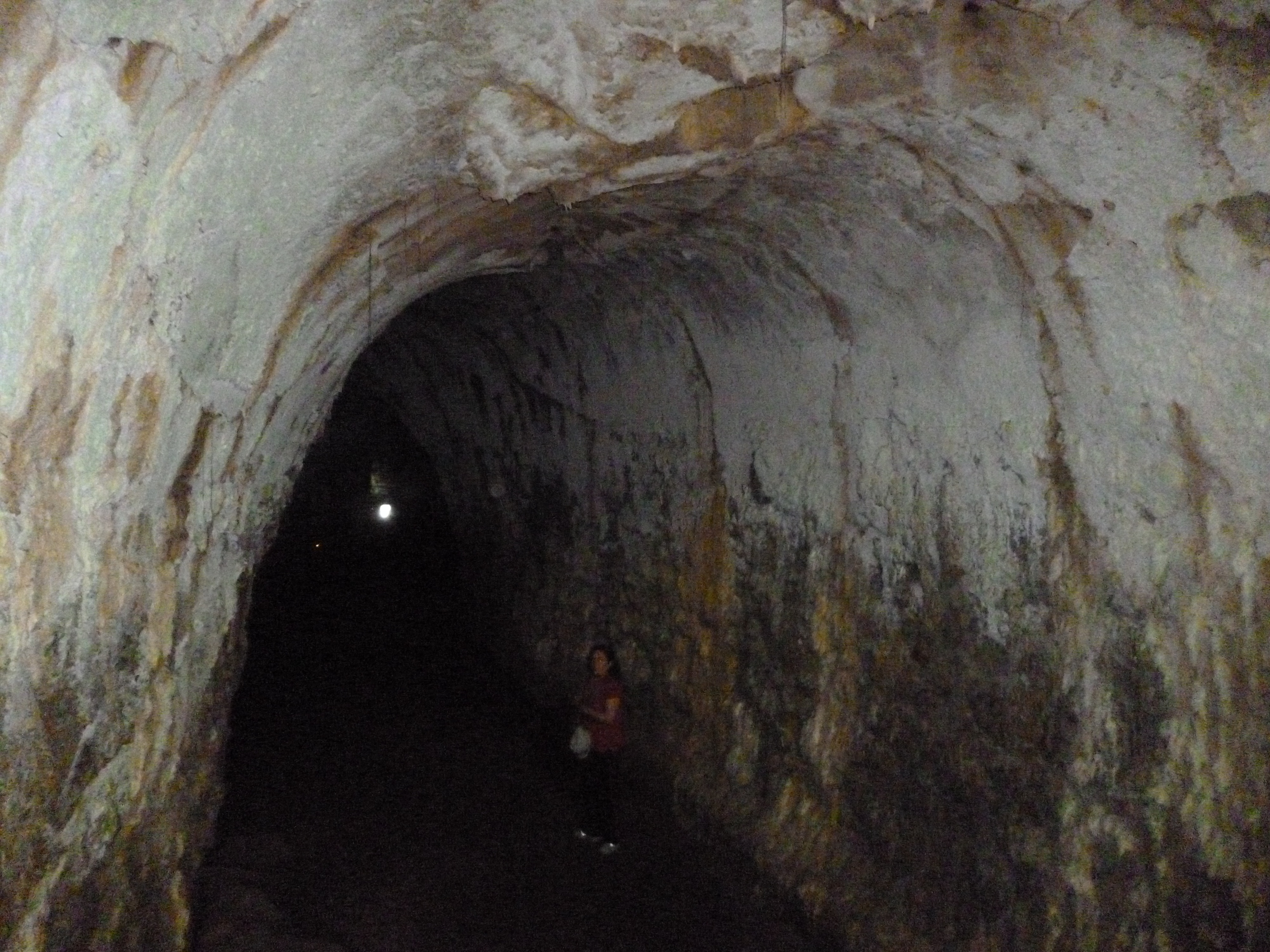
Túnel de lava a l'illa de Santa Cruz.
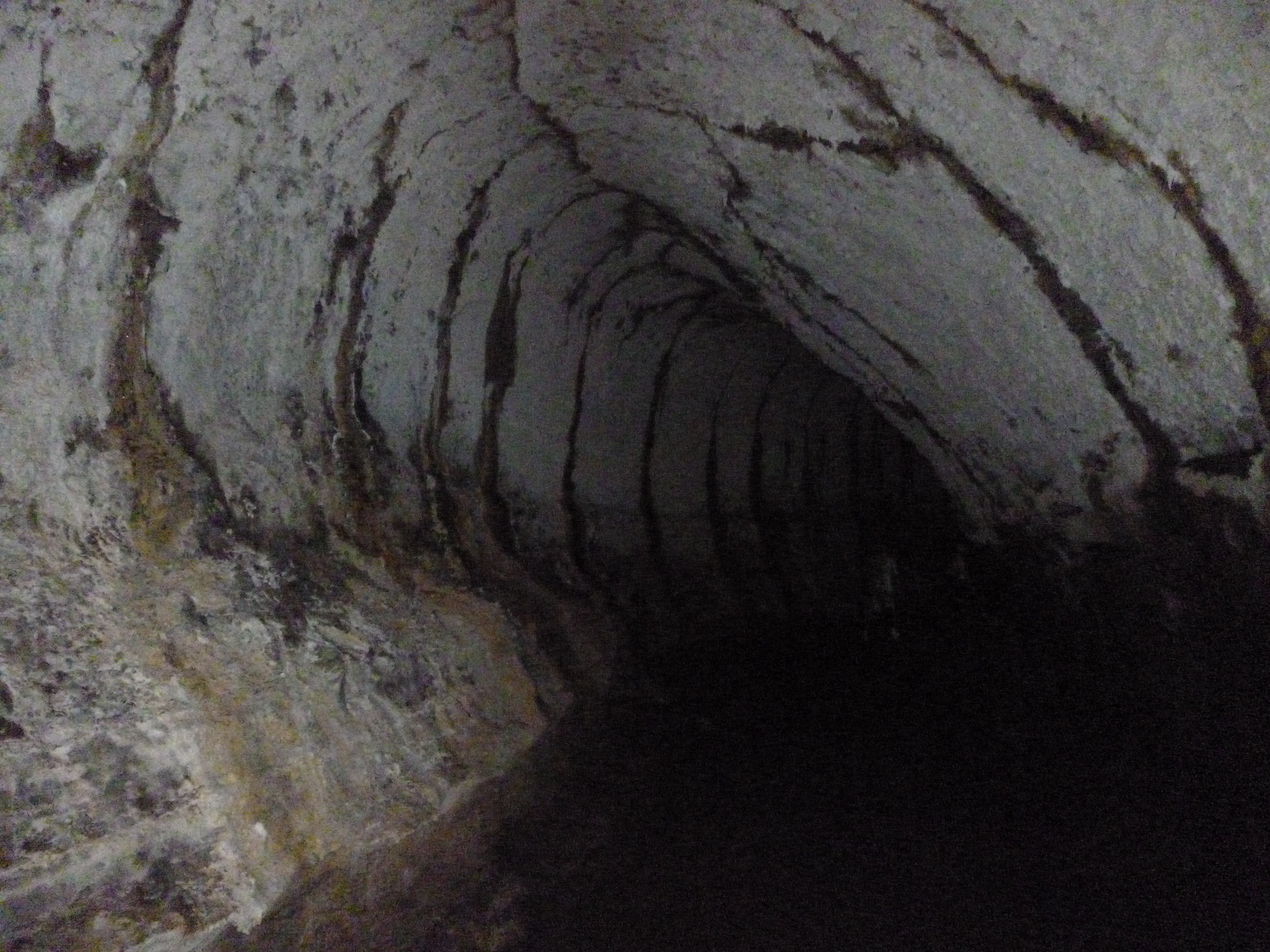
Tub de lava, Santa Cruz (Galápagos)
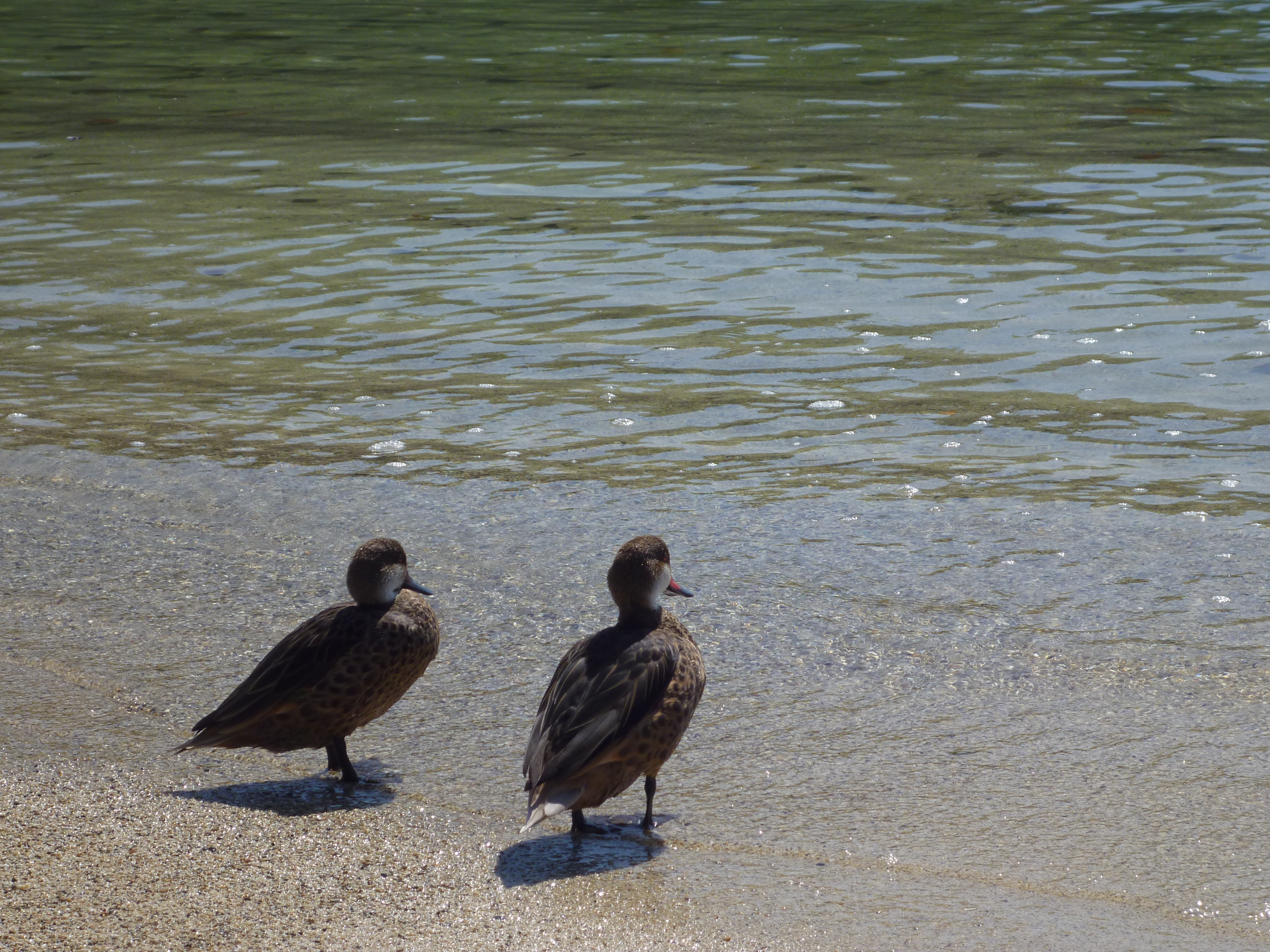
Dos ànecs a Santa Cruz, Galápagos
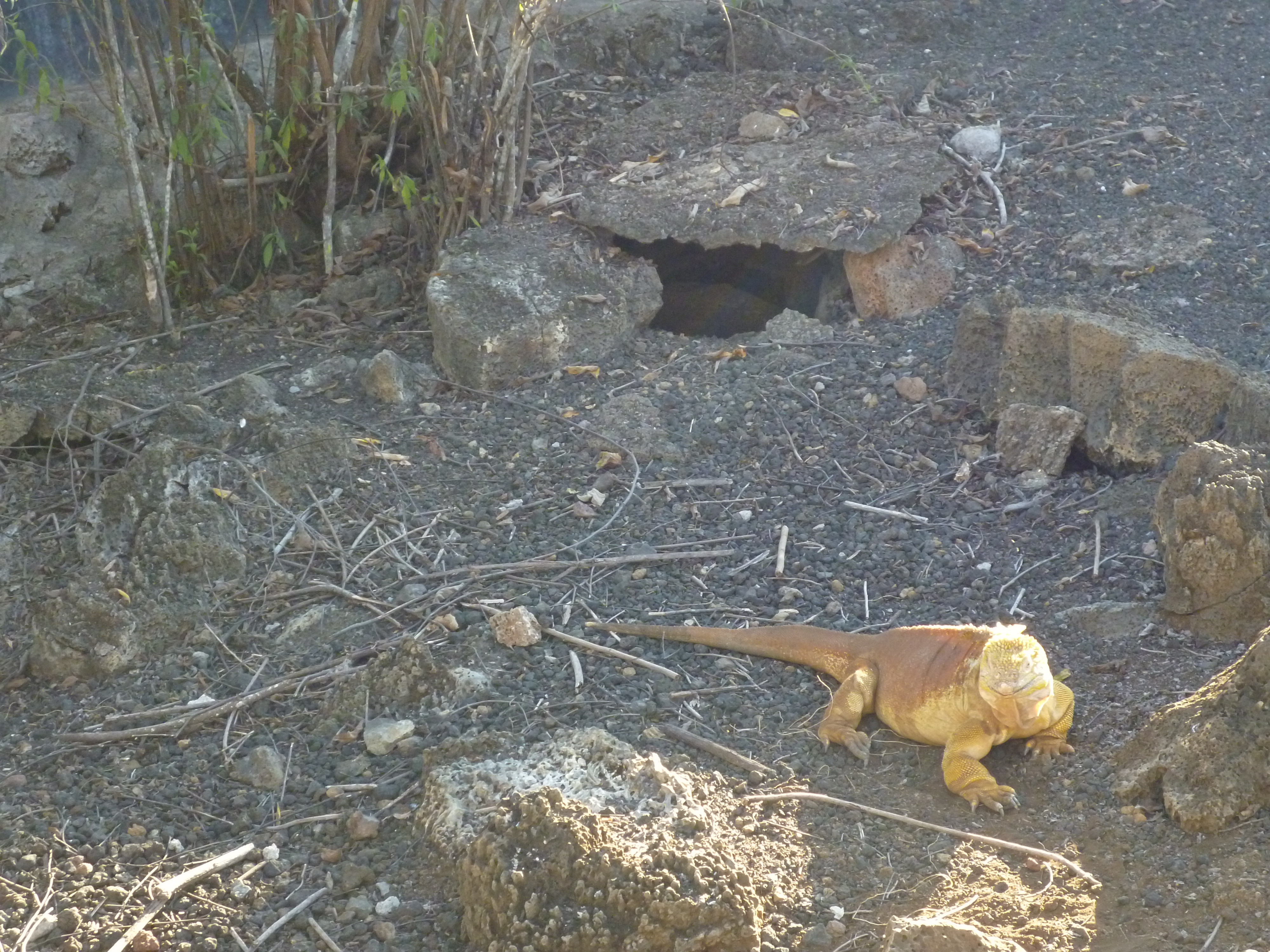
Iguana groga de terra a l'Estació Científica Charles Darwin.
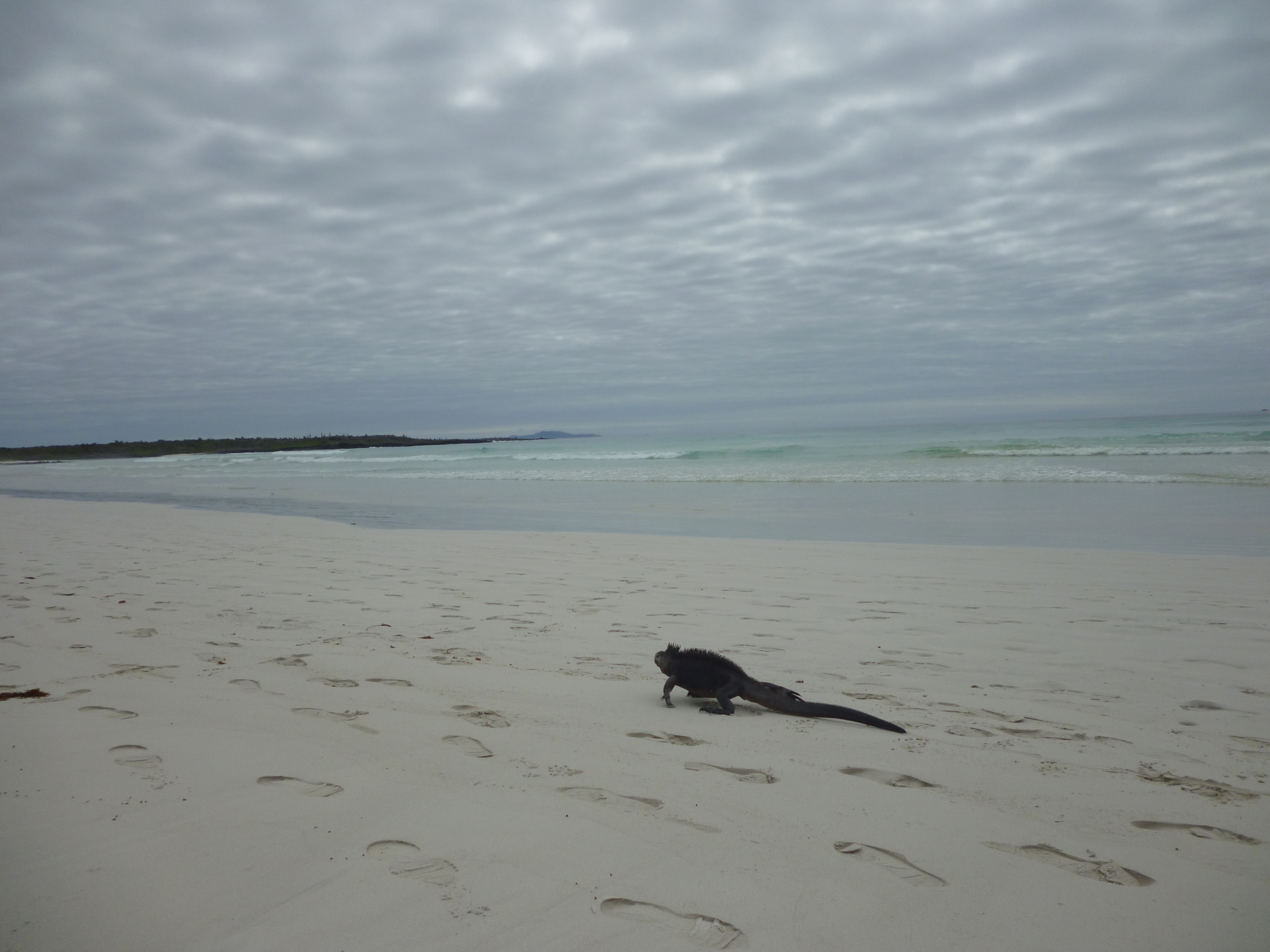
Iguana a Badia Tortuga
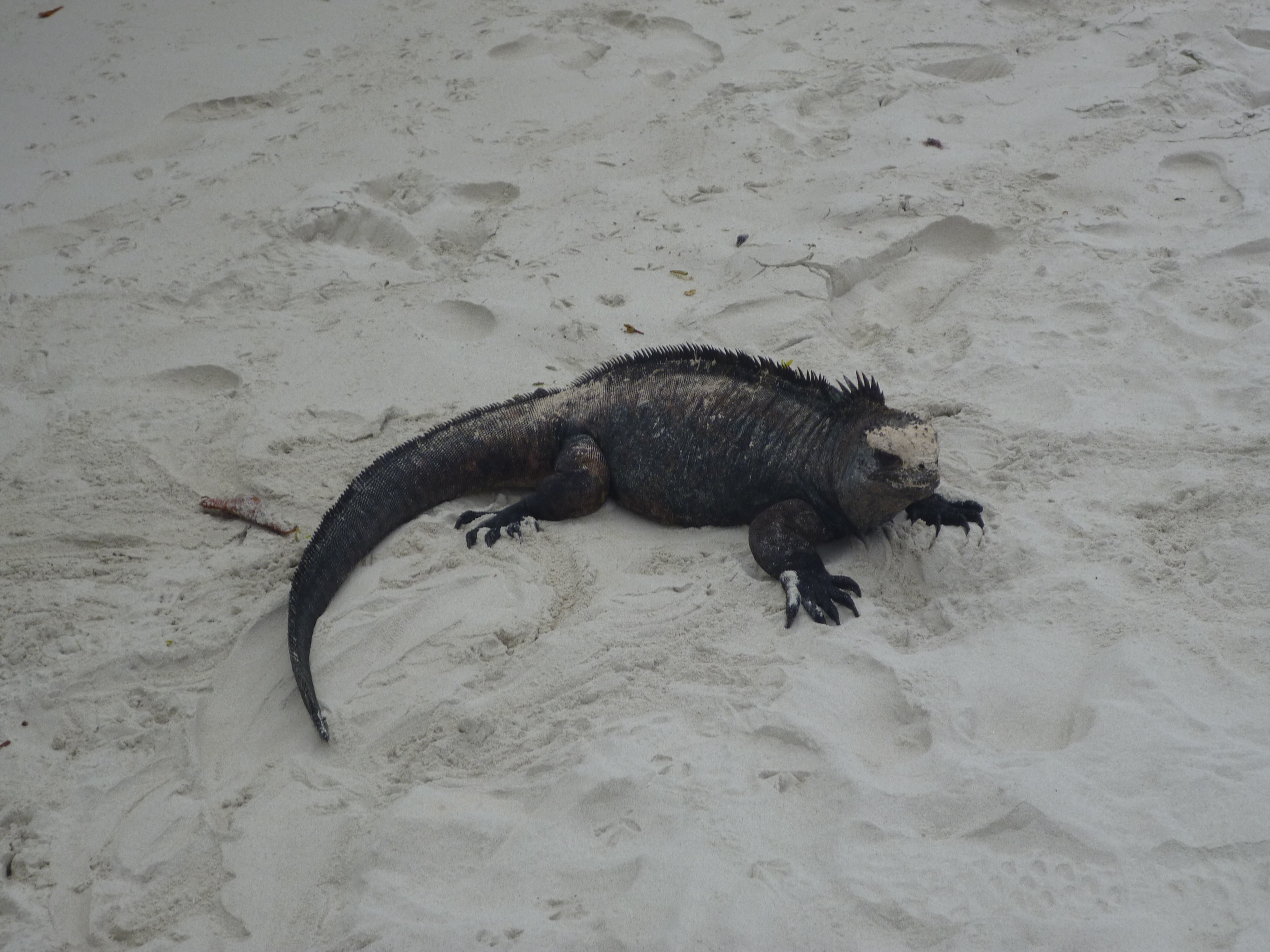
Iguana, Amblyrhynchus cristatus a Badia Tortuga, Santa Cruz (Galápagos)
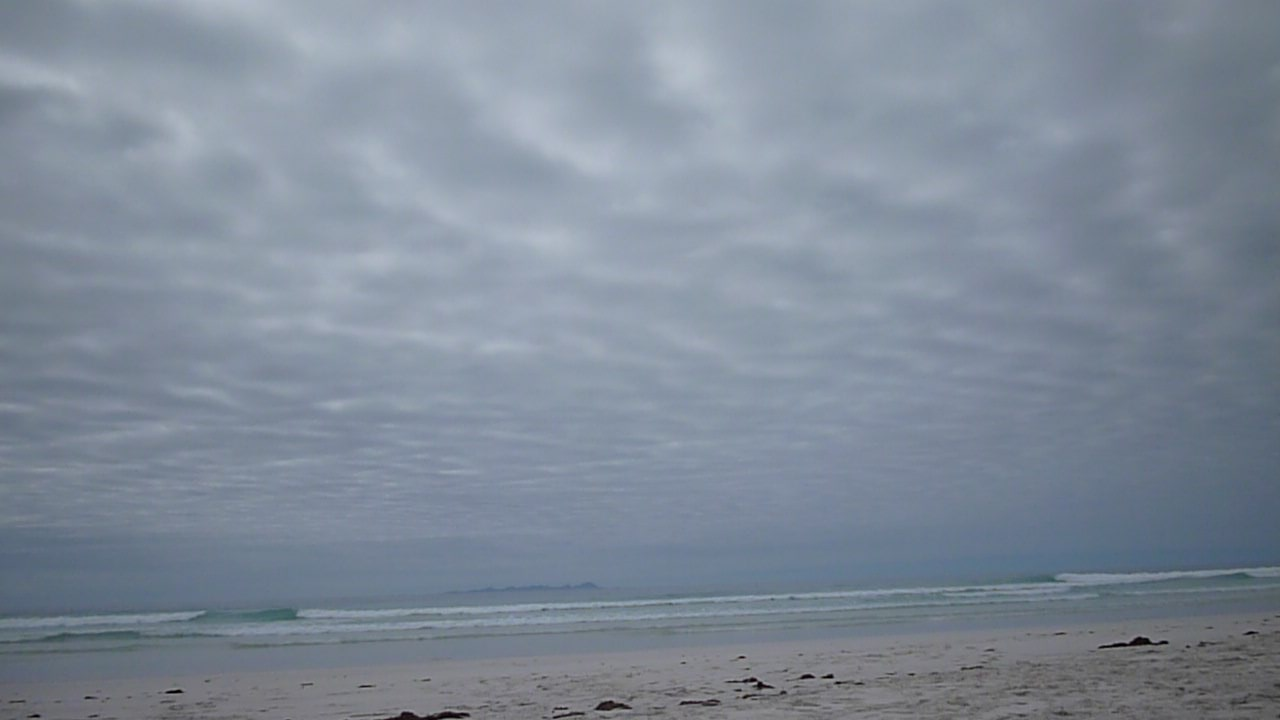
Badia Tortuga, Santa Cruz (Galápagos)
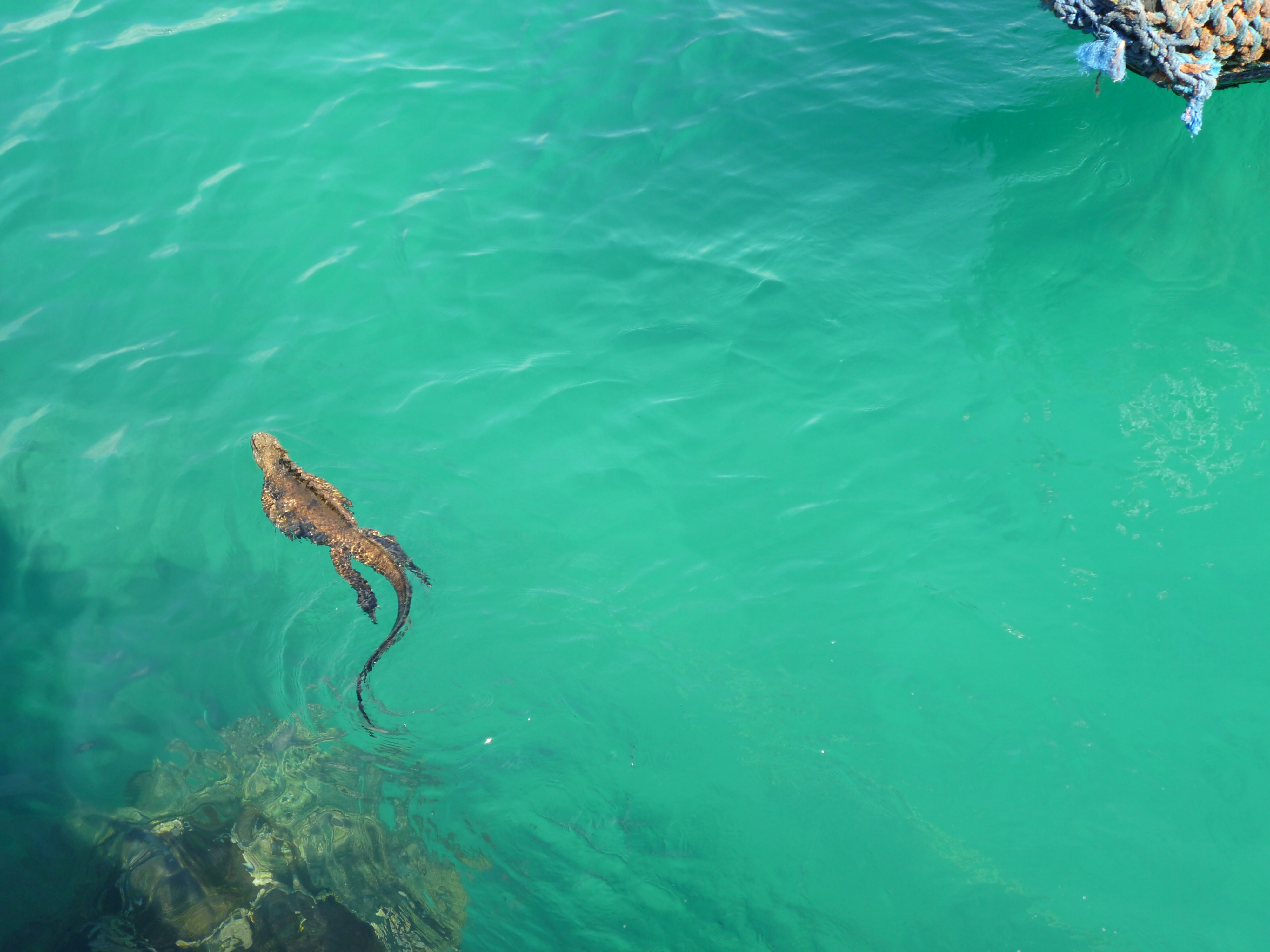
(Amblyrhynchus cristatus) a Puerto Ayora, Santa Cruz (Galápagos)
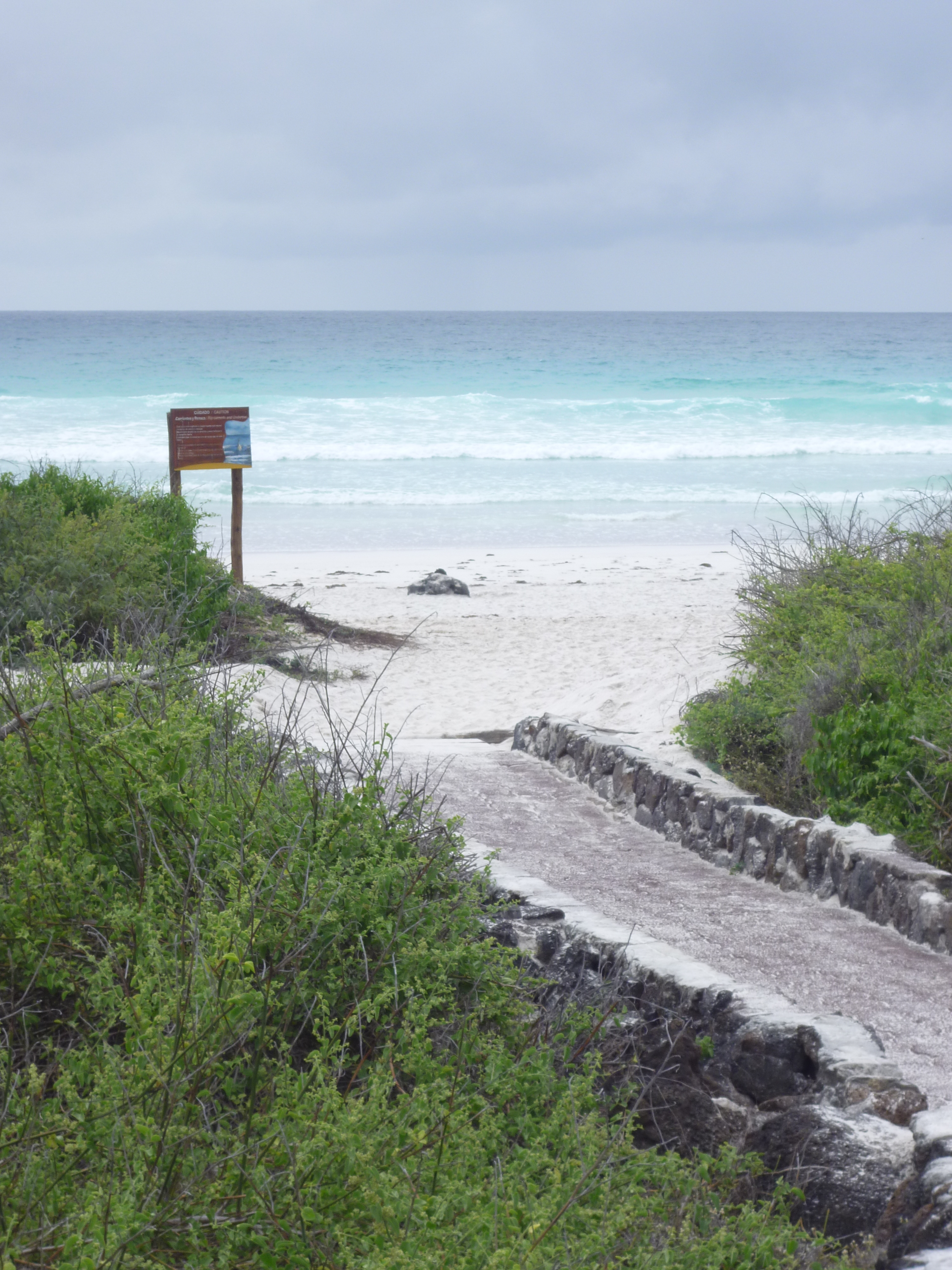
Badia Tortuga, Illa Santa Cruz Galápagos
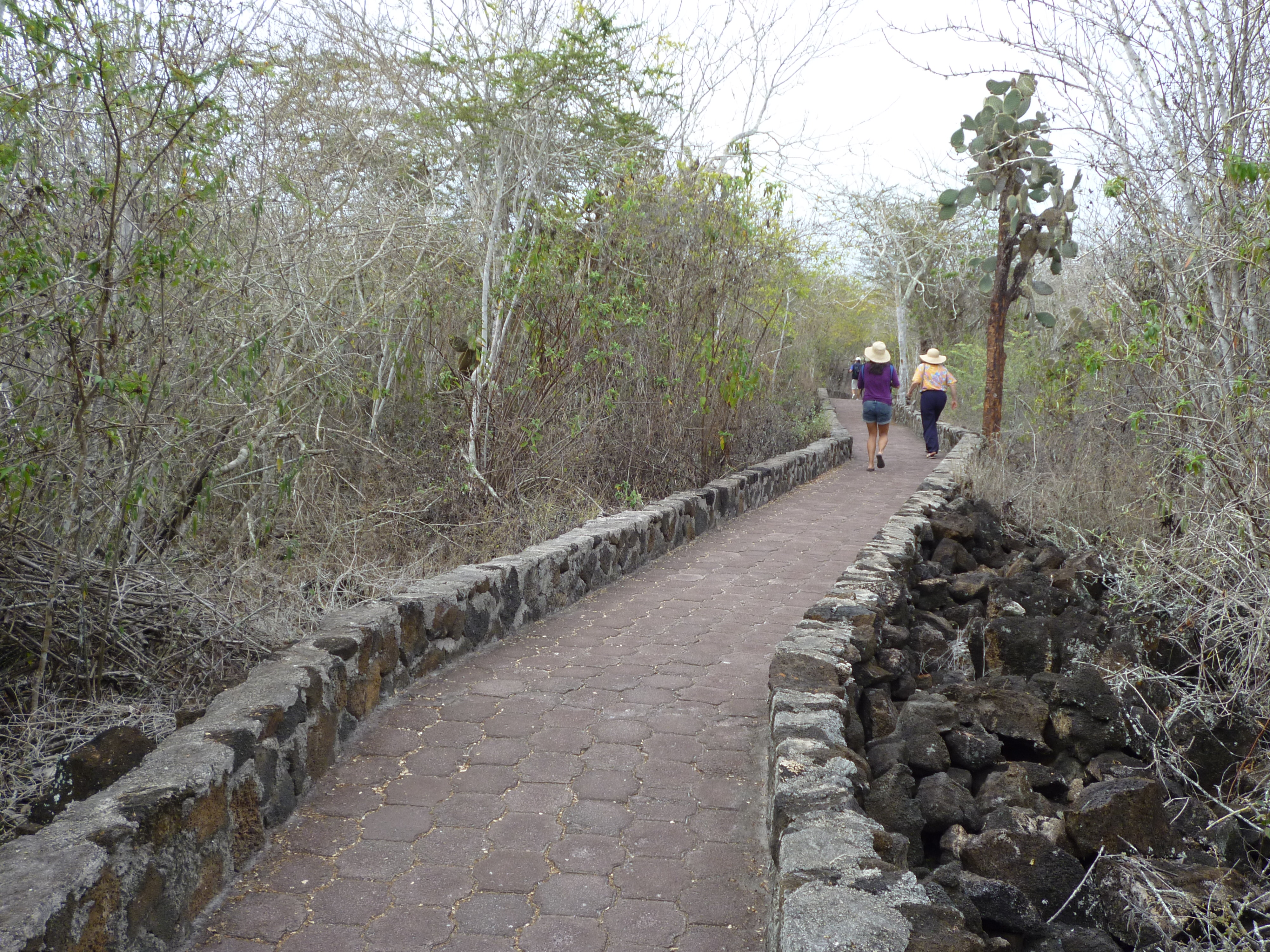
Badia Tortuga, inici de la ruta a peu
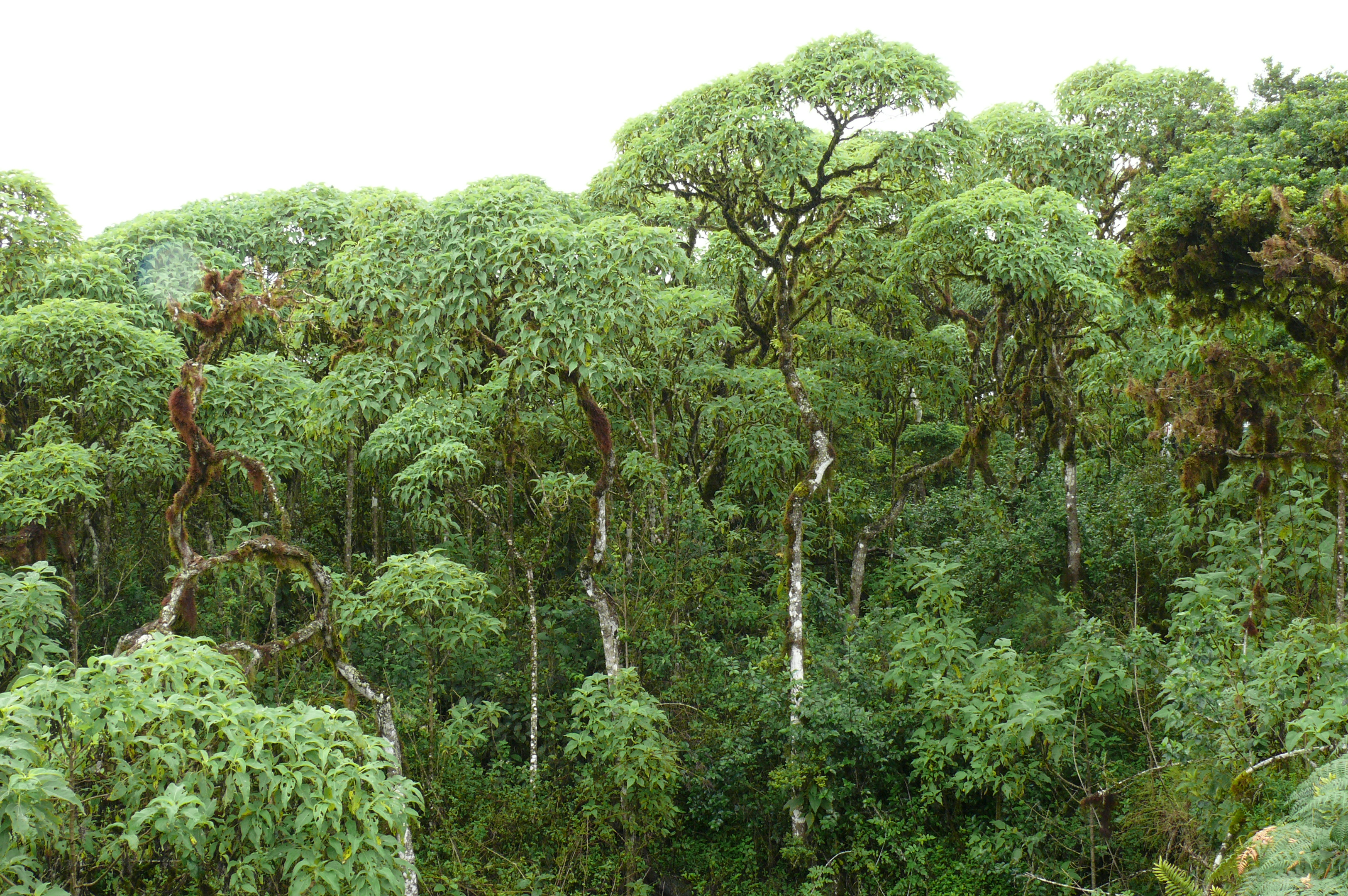
Santa Cruz (Galápagos)
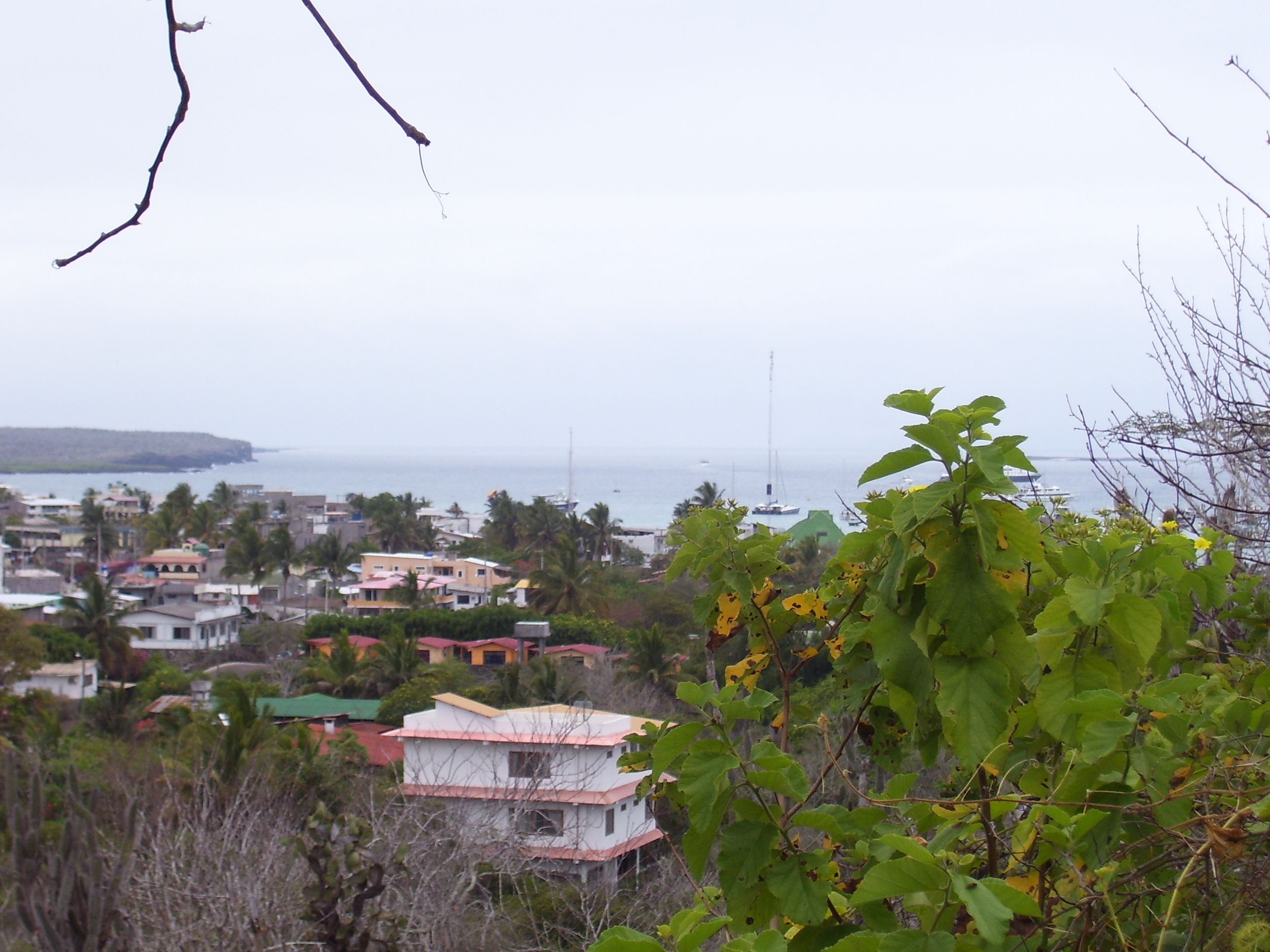
Santa Cruz (Galápagos)
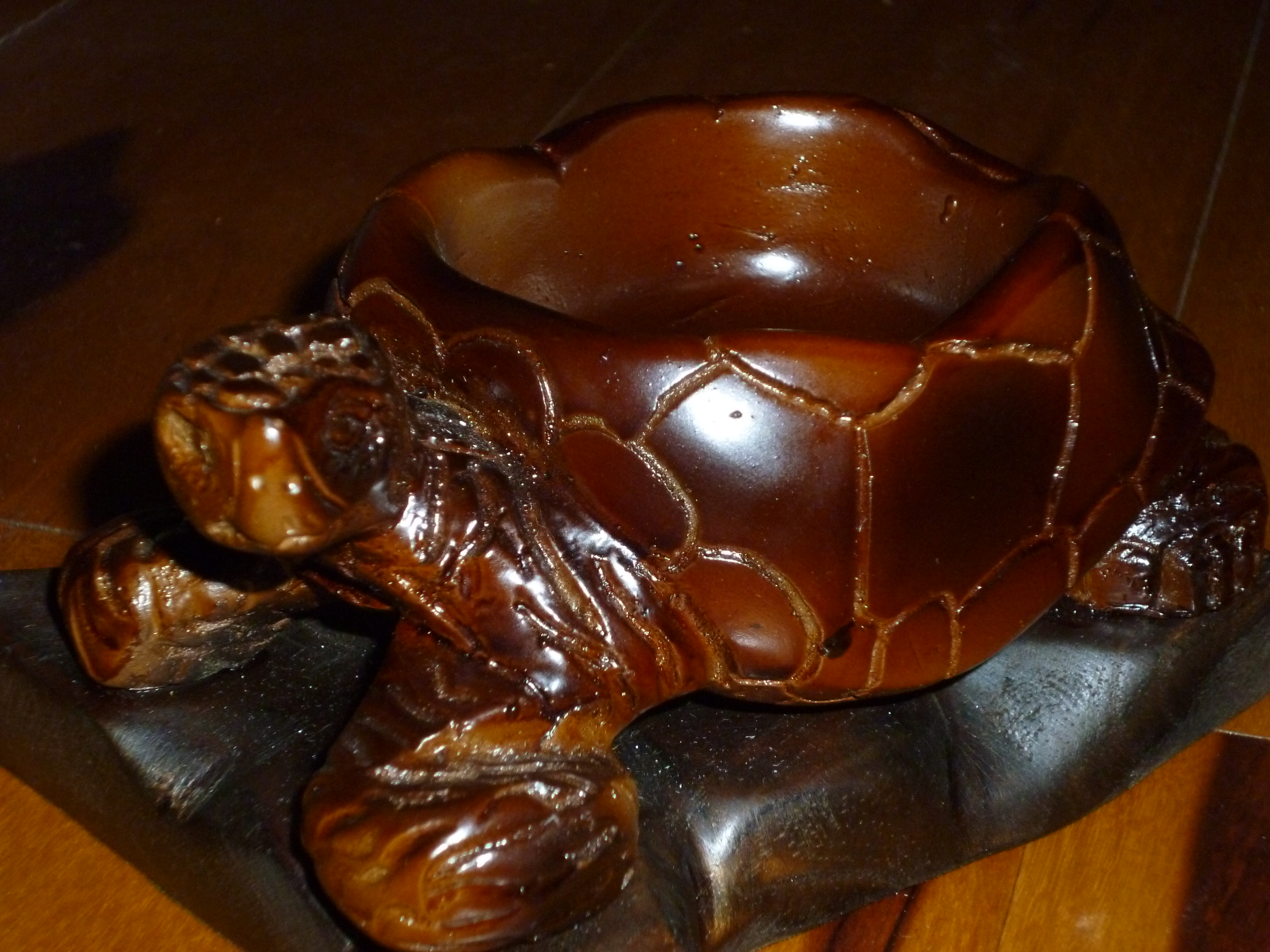
Molts artistes a l'illa de Santa Cruz fan a mà els elements tallats en fusta amb una habilitat excepcional
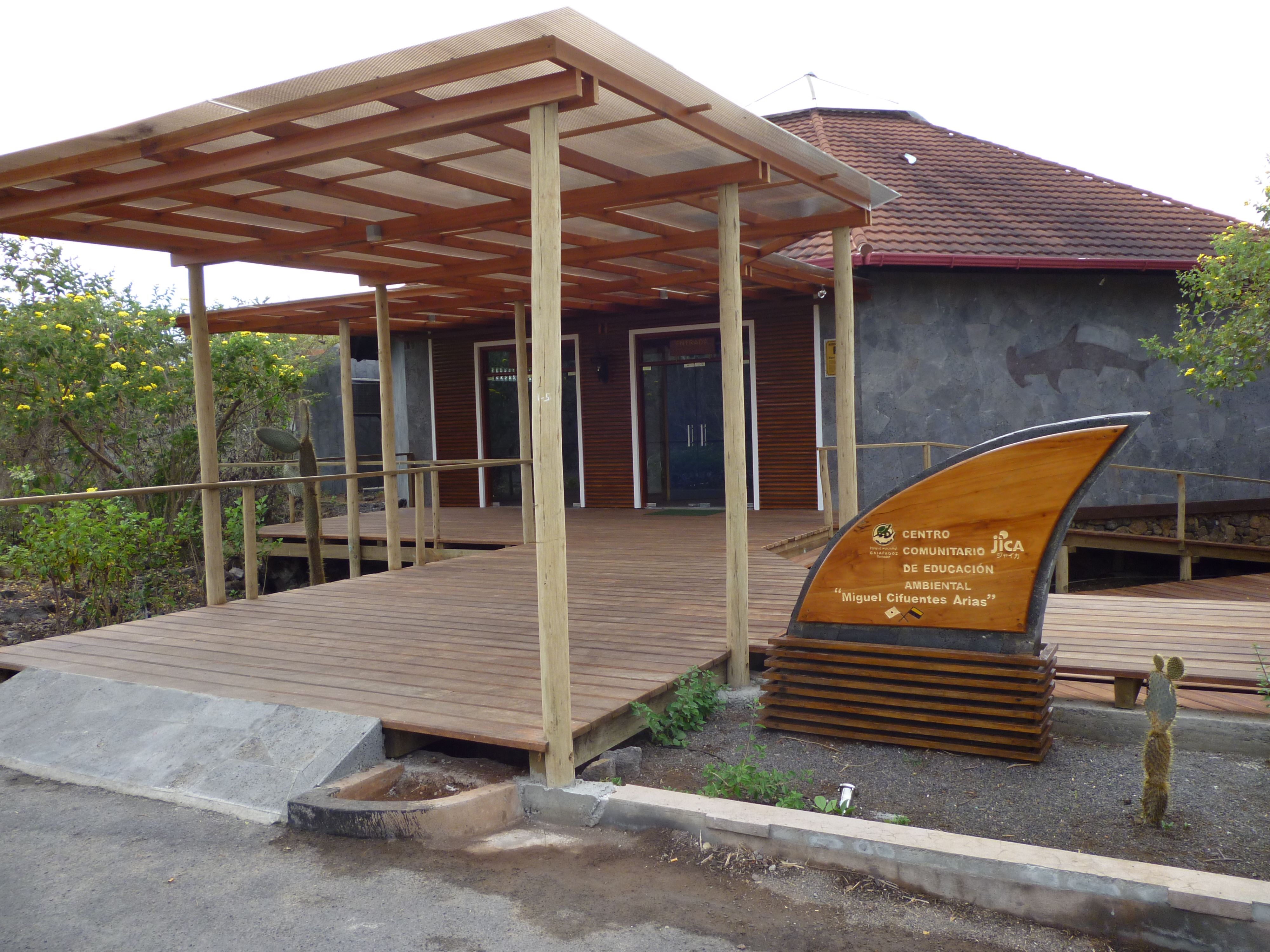
Centre Comunitari d'Educació Ambiental "Miguel Cifuentes Arias"
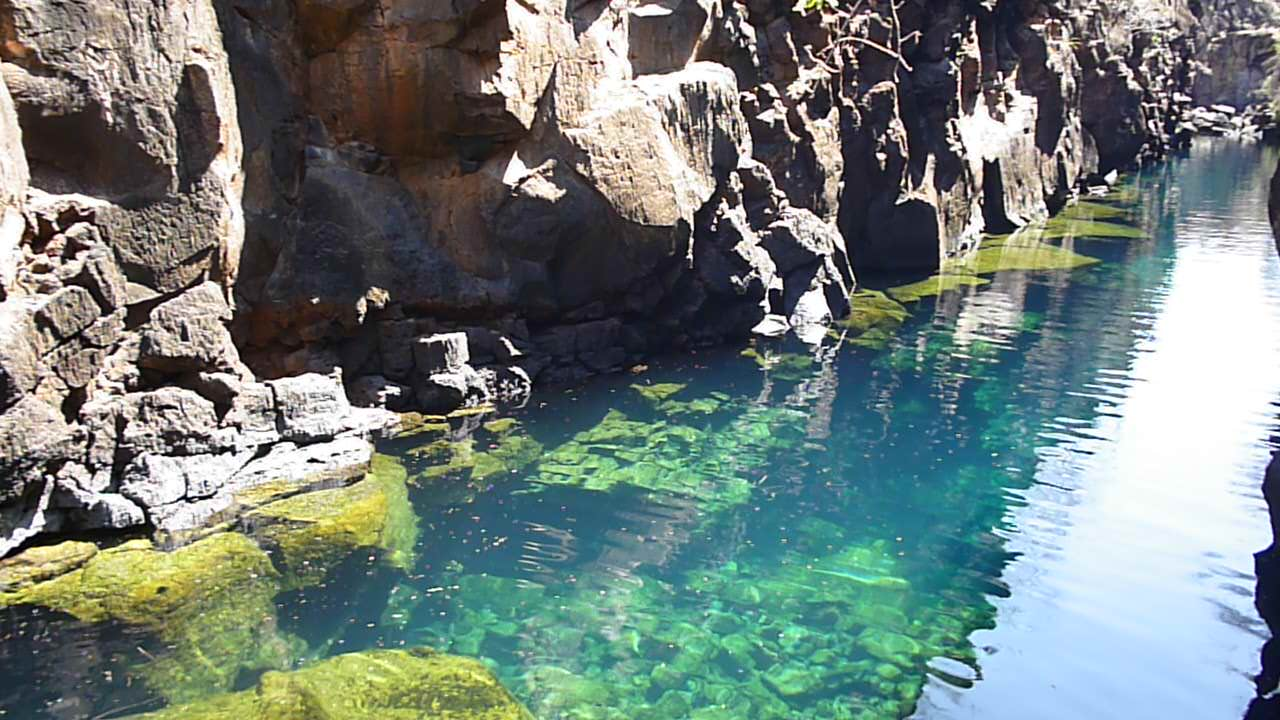
Santa Cruz (Galápagos)
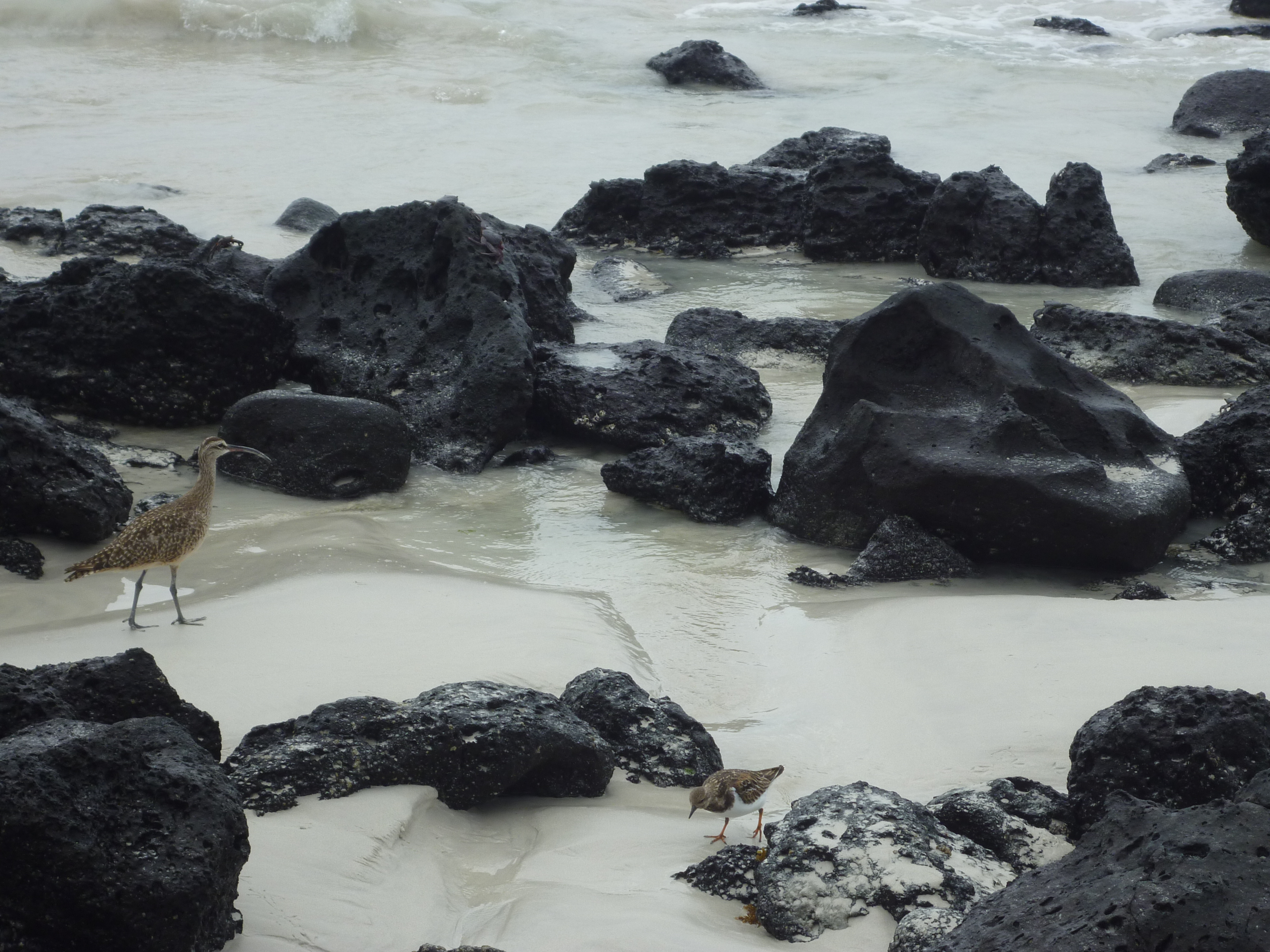
Aus, Tortuga Bay. Santa Cruz (Galápagos)
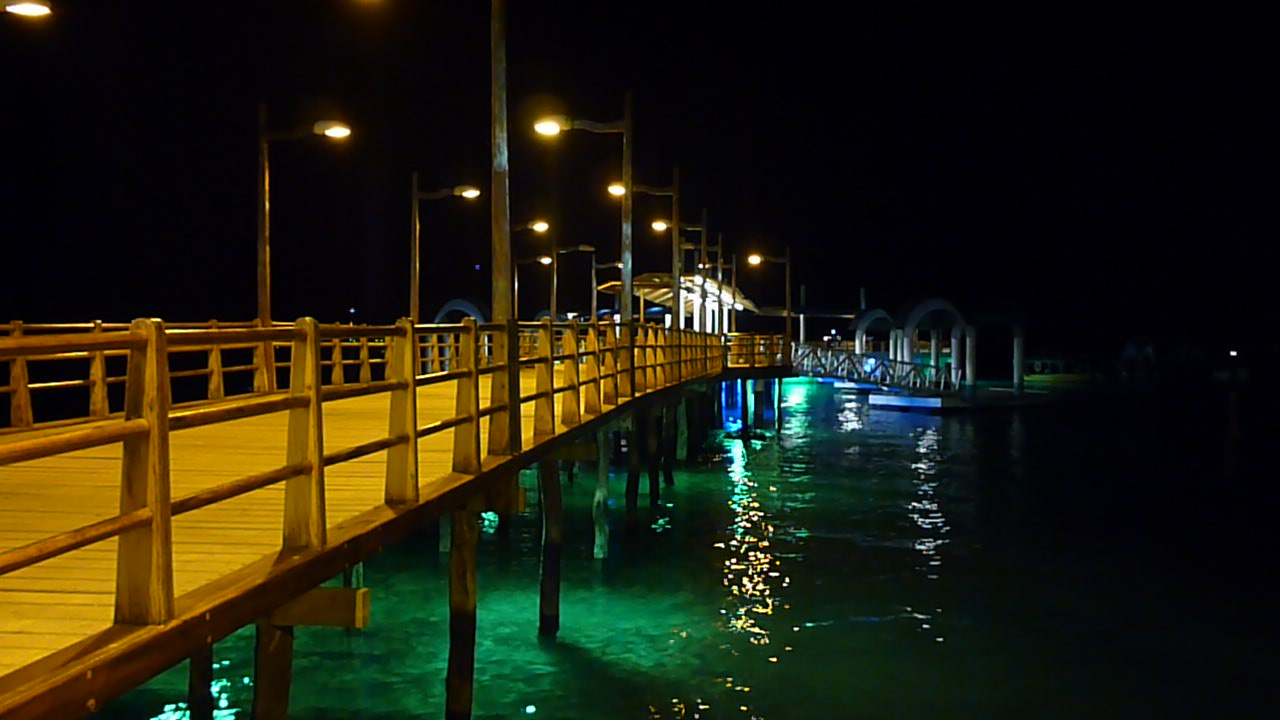
Puerto Ayora, Santa Cruz (Galápagos)
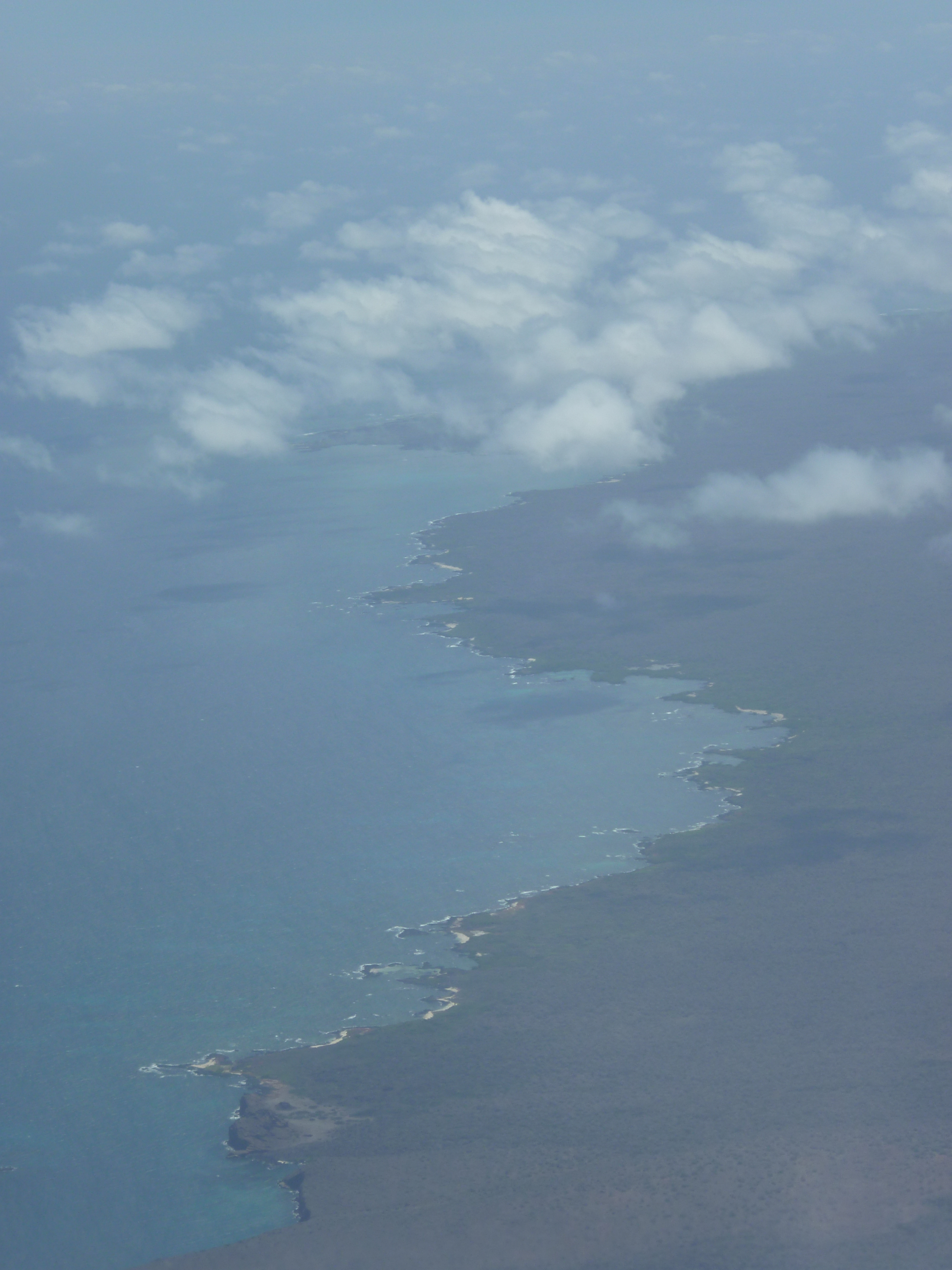
Santa Cruz (Galápagos)